# 劉魁 (永樂舉人)
劉魁（14世紀—15世紀），字景星，湖廣荊州府監利縣人，明朝政治人物。

## 生平
劉魁初為諸生時跟隨石首楊溥學習，楊溥說：「此吾老友也，不宜在弟子列。」縣有學宮無教師，他上書朝廷請求任命教師得允，是永樂十五年（1417年）丁酉科湖廣鄉試舉人，授大寧縣訓導，很快辭官回鄉，楊溥知道不能勉強他，繪畫《幽篁古木圖》送贈，題詞：「老幹稜稜飽雪霜，蒼苔深處倚幽篁，此生不作明堂夢，贏得山林歲月長。」兒子劉祥，以孝行聞名。

## 引用
1. 1 2  同治《監利縣志·卷十·人物志》：劉魁，字景星，明初為諸生，從石首楊文定溥遊，溥曰：「此吾老友也，不宜在弟子列。」邑有學無師，魁伏闕上書願得師，朝偉其請，嘗讀書荊臺觀，與羽流任倫友，遂勉以歸儒。倫於永樂甲午鄉薦，魁亦於次科丁酉獲舉，仁宗朝溥執政疏魁名，以請辭不赴，後有詔督責，乃出授四川大寧訓導，旋即休，溥知不可強，繪《幽篁古木圖》，題詩其上以贈，曰：「老幹稜稜飽雪霜，蒼苔深處倚幽篁，此生不作明堂夢，贏得山林歲月長。」魁子祥，以孝行聞。 府志